# Cedar Bluff (Alabama)
Cedar Bluff és una població dels Estats Units a l'estat d'Alabama. Segons el cens del 2000 tenia 1.467 habitants.

## Demografia
Segons el cens del 2000, Cedar Bluff tenia 1.467 habitants, 630 habitatges, i 444 famílies. La densitat de població era de 142,7 habitants/km².
Dels 630 habitatges en un 29,7% hi vivien nens de menys de 18 anys, en un 49,4% hi vivien parelles casades, en un 16,5% dones solteres, i en un 29,4% no eren unitats familiars. En el 27,5% dels habitatges hi vivien persones soles el 12,5% de les quals corresponia a persones de 65 anys o més que vivien soles. El nombre mitjà de persones vivint en cada habitatge era de 2,33 i el nombre mitjà de persones que vivien en cada família era de 2,8.
Per edats la població es repartia de la següent manera: un 24,3% tenia menys de 18 anys, un 8,7% entre 18 i 24, un 25,2% entre 25 i 44, un 25,1% de 45 a 60 i un 16,8% 65 anys o més.
L'edat mediana era de 40 anys. Per cada 100 dones hi havia 94 homes. Per cada 100 dones de 18 o més anys hi havia 89,6 homes.
La renda mediana per habitatge era de 29.211 $ i la renda mediana per família de 33.984 $. Els homes tenien una renda mediana de 29.750 $ mentre que les dones 20.231 $. La renda per capita de la població era de 16.864 $. Aproximadament el 19,5% de les famílies i el 21,1% de la població estaven per davall del llindar de pobresa.

## Poblacions més properes
El següent diagrama mostra les poblacions més properes.